# Regina Flix Lázaro
Regina Flix Lázaro (Pacs del Penedès, 4 de juliol de 1995) és una jugadora d'hoquei sobre patins catalana.
Es formà al Club Esportiu Noia i debutà a l'OK Lliga femenina amb l'SFERIC Terrassa la temporada 2011-12. Posteriorment jugà al Club Patí Vilanova, Reus Deportiu i Club Patí Vila-sana. La temporada 2021-22 fitxà pel Club Patí Fraga, convertint-se en la primera capitana de l'equip i marcant el primer gol oficial de l'entitat. Amb el club fragatí, aconseguí l'ascens a l'OK Lliga (2021-22) i es proclamà campiona de la Lliga de Campions de la WSE (2024) i subcampiona de Lliga (2023-24). Al final de la temporada 2023-24 es retirà del primer nivell de l'hoquei sobre patins. Fou homenatjada pel CP Fraga, penjant la seva samarreta amb el dorsal 44 al Pavelló del Sotet.